# Agnes Miller Parker
Agnes Miller Parker (Ayrshire, 1895–1980) fue una grabadora e ilustradora. Nació en Ayrshire, pasó la mayor parte de su carrera en Londres y en el sur de Gran Bretaña. 

## Biografía
Agnes Miller Parker nació en Escocia en 1895, en Irvine, Ayrshire. Estudió en la Escuela de Arte de Glasgow de 1911 a 1917, y se unió al personal de la escuela durante un corto período. 
En 1918 se casó con el pintor William McCance; y a partir de entonces pasó la mayor parte de su carrera en Londres y en el sur de Gran Bretaña. En 1955 se mudó a Glasgow. Luego vivió en Lamlash en la isla de Arran. Murió en 1980 en Greenock. 
Las primeras pinturas de Parker, así como las de su esposo, reflejan el grupo efímero de artistas conocidos como vorticistas, activos en Londres en la década de 1920. El cuerpo principal de su trabajo consiste en grabados en madera para ilustraciones de libros que demuestran una buena habilidad para dibujar y un uso hábil del diseño en blanco y negro. Ilustró Las fábulas de Esopo (1931), A través del bosque de HE Bates (1936), El aire libre de Richard Jefferies (editado por Samuel J. Looker, 1949) y su obra más aclamada, Elegy Written in a Country Cementerio de Thomas Gray (1938), títulos para el Club de Ediciones Limitadas de Nueva York y ediciones de las obras de Shakespeare y Thomas Hardy . 
Entre los libros ilustrados por Miller Parker incluyen 
- Rhoda Power – How It Happened: Myths & Folk Tales (CUP, 1930)
- Aesop – The Fables of Esope (Gregynog Press, 1933)
- Rhys Davies et al. – Daisy Matthews and Three Other Tales (GCP, 1932)
- John Sampson – XXI Welsh Gypsy Tales (Gregynog Press, 1933)
- H. E. Bates – The House with The Apricot (GCP, 1933)
- Adrien Le Corbeau – The Forest Giant (Cape, 1935)
- H. E. Bates – Through The Woods (Gollancz, 1936)
- H. E. Bates – Down The River (Gollancz, 1937)
- Thomas Gray – Elegy Written In A Country Churchyard (NY: Limited Editions Club, 1940)
- A.E. Housman – A Shropshire Lad (Harrap, 1940)
- William Shakespeare – Richard II (NY: Limited Editions Club, 1940)
- Thomas Hardy – The Return Of The Native (NY: Limited Editions Club, 1942)
- Herbert Furst – Essays In Russet (Muller, 1944)
- Richard Jefferies – Spring Of The Year (Lutterworth, 1946)
- Richard Jefferies – Life Of The Fields (Lutterworth, 1947)
- Richard Jefferies – The Old House At Coate (Lutterworth, 1948)
- Richard Jefferies – Field and Hedgerow (Lutterworth, 1948)
- Andrew McCormick – The Gold Torque: A Story of Galloway in Early Christian Times (Glasgow: McLellan, 1951)
- Aloysius Roche – Animals Under The Rainbow (Welwyn: Broad Water press, 1952)
- Edmund Spenser – The Faerie Queen (NY: Limited Editions Club, 1953)
- Eiluned Lewis – Honey Pots and Brandy Bottles (Country Life, 1954)
- John Cowper Powys – Lucifer (MacDonald, 1956)
- Thomas Hardy – Tess of the d'Urbervilles (NY: Limited Editions Club, 1956)
- Thomas Hardy – Far From The Madding Crowd (NY: Limited Editions Club, 1958)
- William Shakespeare – The Tragedies (NY: Limited Editions Club, 1959)
- Thomas Hardy – The Mayor of Casterbridge (NY: Limited Editions Club, 1967)
- William Shakespeare – Poems (NY: Limited Editions Club, 1967)
- Thomas Hardy – Jude The Obscure (NY: Limited Editions Club, 1969)
- Ian Rogerson, Los grabados en madera de Agnes Miller Parker (2005. Biblioteca Británica)
- Agnes Miller Parker (1990. Prensa de vellón)
- Ian Rogerson, Agnes Miller Parker: Catálogo de una exposición de libros impresos (1983. 2nd. Ed. 1989)